# Port lotniczy Región de Murcia
Port lotniczy Región de Murcia (IATA: RMU, ICAO: LEMI) (nieformalnie znany również jako Murcja-Corvera) - międzynarodowy port lotniczy w południowo-wschodniej Hiszpanii. Został otwarty w styczniu 2019 roku i zastąpił lotnisko Murcja – San Javier. Znajduje się pomiędzy miejscowościami Corvera, Los Martínez del Puerto i Valladolises w gminie Murcja.

## Linie lotnicze i połączenia
| Linia lotnicza        | Kierunek |
| --------------------- | --- |
| Air Arabia            | 1. Casablanca 2. Oujda |
| Binter Canarias       | 1. Gran Canaria |
| EasyJet               | 1. Londyn-Gatwick Sezonowo: 1. Bristol 2. Londyn-Luton 3. Manchester                                                                                         |
| Norwegian Air Shuttle | Sezonowo: 1. Bergen 2. Oslo-Gardermoen |
| Ryanair               | 1. Birmingham 2. Londyn-Stansted 3. Manchester Sezonowo: 1. Bournemouth 2. Dublin 3. East Midlands 4. Glasgow-Prestwick 5. Londyn-Luton 6. Palma de Mallorca |
| Smartwings            | 1. Brno 2. Praga |
| TUI fly Belgium       | Sezonowo: 1. Antwerpia 2. Ostenda |
| Volotea               | 1. Barcelona (od 3 grudnia 2023) 2. Madryt (od 1 grudnia 2023) Sezonowo: 1. Asturia 2. Menorka 3. Santander                                                  |